# Giuseppe Bertani

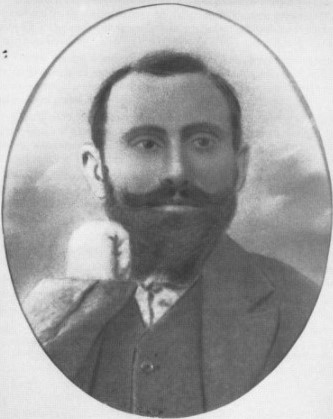
Giuseppe Bertani

Giuseppe Bertani (Buscoldo, 27 febbraio 1873 – Mantova, 4 dicembre 1919) è stato un sindacalista e politico italiano.

## Biografia
Nel mantovano fu tra i primi ad aderire al Partito Socialista. Si applicò con particolare impegno all'attività di difesa dei diritti dei lavoratori. Nel paese natale (Buscoldo, frazione del comune di Curtatone) fondò nel 1900 la Lega di Miglioramento di Buscoldo e l'anno successivo al Congresso dei Lavoratori della Terra tenutosi a  Bologna, venne eletto nel Comitato federale nazionale. Nel 1902 fu eletto consigliere comunale di Curtatone, quindi entrò nella segreteria nazionale della Federterra  e divenne redattore responsabile del settimanale "Il Socialista".
Fu tra i propugnatori nel 1910 della costruzione di una Casa del Popolo a Buscoldo, che venne realizzata tre anni dopo con una spesa, imponente per l'epoca, di 100.000 lire.

Dirigente dell'Associazione provinciale dei Terrazzieri, Bertani fu tra gli organizzatori a Mantova delle "giornate rosse" che nel dicembre 1919 portarono anche a uno sciopero generale il 2 dicembre. Il 4 dicembre fu convocato un comizio nella Piazza Virgiliana a Mantova. Scoppiarono incidenti tra alcuni manifestanti e le forze dell'ordine e Giuseppe Bertani, che stava defluendo dal comizio, fu colpito alla testa in piazza delle Erbe. Con lui vennero uccisi Cornelio Accorsi e Modesto Veronesi, che ferito con altri, morì all'ospedale di Mantova.
Il 7 dicembre gli vennero rese solenni onoranze funebri alla presenza di migliaia di persone nel paese natio di Buscoldo.